# Hurricane (Achterbahnmodell)
Hurricane ist die Bezeichnung eines Stahlachterbahnmodells des Herstellers Vekoma, welches erstmals 1989 ausgeliefert wurde. Insgesamt wurden nur zwei Anlagen hergestellt. Die erste Auslieferung ging an den französischen Freizeitpark Walygator Grand Est, die zweite an den US-amerikanischen Park Six Flags Fiesta Texas, wobei diese Anlage später an den Schwesterpark Six Flags New Orleans ging. Seit dem Hurrikan Katrina im Jahre 2005 ist Six Flags New Orleans geschlossen und somit auch die Anlage in diesem Park.
Die 590 m lange Strecke erreicht eine Höhe von 24 m und verfügt über drei Inversionen: einen Looping sowie einen doppelten Korkenzieher.

## Züge
Hurricane verfügt über zwei Züge mit jeweils sieben Wagen. In jedem Wagen können vier Personen (zwei Reihen à zwei Personen) Platz nehmen. Eine Besonderheit stellt die Auslieferung an den Park Six Flags Fiesta Texas (und später Six Flags New Orleans) dar, da bei dieser Auslieferung die Züge rückwärts fahren.

## Standorte
| Achterbahn             | Betreiber                                    | Land               | Eröffnung                   | Schließung           |
| ---------------------- | -------------------------------------------- | ------------------ | --------------------------- | -------------------- |
| Comet                  | Walygator Grand Est                          | Frankreich         | 9. Mai 1989                 |                      |
| Jester Joker’s Revenge | Six Flags New Orleans Six Flags Fiesta Texas | Vereinigte Staaten | 13. April 2003 10. Mai 1996 | 21. August 2005 2001 |